# Колльер, Тоби
То́биас Кри́стофер Ко́лльер (англ. Tobias Christopher Collyer; родился 3 января 2004) — английский футболист, полузащитник клуба «Манчестер Юнайтед». В сезоне 2025/26 выступает за клуб Чемпионшипа «Вест Бромвич Альбион» на правах аренды.

## Клубная карьера
Уроженец Уэртинга, Колльер выступал за юношескую команду «Брайтон энд Хоув Альбион». В 2022 году присоединился к футбольной академии «Манчестер Юнайтед».
10 августа 2024 года дебютировал в основном составе «Манчестер Юнайтед», выйдя на замену в матче Суперкубка Англии против «Манчестер Сити».
15 августа 2025 года отправился в сезонную аренду в клуб Чемпионшипа «Вест Бромвич Альбион».

## Карьера в сборной
Выступал за сборные Англии до 16, до 17 и до 20 лет.